# Trelew
Trelew (španska izgovarjava: [tɾeˈlew], iz valižanskega tref - mesto in imena ustanovitelja Lewisa Jonesa) je mesto v vzhodnem delu argentinske province Chubut. Mesto, ki leži v Patagoniji, je največje in najbolj naseljeno v spodnji dolini reke Chubut. Ob štetju leta 2010 je imelo 97.915 prebivalcev. Občina Trelew je del departmaja Rawson, katerega glavno mesto Rawson, ki je tudi glavno mesto province.
Trelew je pomembno trgovsko in industrijsko središče v regiji in je glavno središče za predelavo volne, saj v Argentini predstavlja 90 odstotkov dejavnosti. Pridelki te industrije se v glavnem pošiljajo in izvažajo skozi Puerto Madryn in Puerto Deseado.
Trelew je dom Paleontološkega muzeja Egidio Feruglio, ki prikazuje paleontološko dediščino Patagonske regije in velja za enega najpomembnejših te vrste v Južni Ameriki. Tu je tudi Astronomski in planetarni observatorij.
Mesto ima civilno in vojaško letališče Almirante Marcos A. Zar. Vzletno-pristajalno stezo si deli z mornariško bazo Almirante Zar, sedežem eskadrile Lockheed P-3 Orion argentinskega pomorskega letalstva.

## Zgodovina
Ustanovitev Trelewa je povezana z valižanskim naseljem v Argentini, katerega voditelja sta bila kapetan sir Love Jones-Parry iz Madryna in Lewis (Luis) Jones, ki sta v začetku 1860-ih delovala kot tiskovna predstavnika argentinske vlade. Mesto je dobilo ime Trelew v čast Jonesu, kar pomeni 'mesto' v valižanščini in Lew je apokopa za Lewis.
Trelew je bil ustanovljen 20. oktobra 1886 kot izhodišče za osrednjo železniško progo Chubut, ki bi povezala spodnjo dolino reke Chubut do Puerto Madryna. Oprema za gradnjo železnice in 400 naseljencev je prispelo 28. julija istega leta s parnikom Vesta. Proga je bila odprta leta 1888 in se je kasneje razširila od Trelewa do Gaimana, Dolavona in nazadnje do Las Plumasa. Leta 1961 je bila linija zaprta.

### Masaker 1972
Trelew je bil leta 1972 prizorišče poboja. Zlom političnih zapornikov v zveznem kazenskem zavodu je povzročil smrt enega stražarja in poskus bega približno 100 posameznikov, ki so nasprotovali vojaški diktaturi, ki je sledila strmoglavljenju predsednika Artura Illie. Majhni skupini ujetnikov je uspelo ugrabiti letalo in odleteti na varno v Čile. Preostali so bili predani oblastem in vrnjeni v vojaški zapor, kjer je bilo 19 ustreljenih (trije preživeli).
Mesto Trelew je vojska preiskala, domačine pa zajela in odpeljala v zapor Villa Devoto v Buenos Airesu. Skoraj celo mesto je stavkalo in uspelo zagotoviti izpustitev ujetnikov iz Vile Devoto. Ti incidenti so bili dokumentirani v knjigi La Pasión según Trelew, avtorja Tomása Eloya Martíneza, ki je bila prvič objavljena leta 1973, nato pa jo je diktatura Proceso zatrla in leta 1997 ponovno izdala.

## Turizem
Trelew je središče turizma v Centralni Meseti, dolini reke Chubut in obali. Punta Tombo, največji rezervat pingvinov v Argentini, je dostopen iz mesta.
Oktobra v Trelewu poteka letni Eisteddfod, tradicionalni festival, ki sprejme goste iz vse države in iz Walesa, kar predstavlja edinstven izraz valižanske kulture v Južni Ameriki.
Nekdanja železniška postaja Trelew, ki je bila leta 1969 razglašena za nacionalni zgodovinski spomenik, od leta 1984 deluje kot muzej El Museo Regional Pueblo de Luis.

## Galerija
- Stavba Argentinske narodne banke
- Vlak vprežnih vozov, ki zapuščajo Trelew, ok.1880
- Muzej valižanskih ljudi, Trelew
- Bivše letališče Trelew, sedaj kulturni center spominov.

## Mednarodne povezave
Trelew je pobraten z:
- Covilhã, Portugalska
- Albidona, Italija
- Caernarfon, Wales[4]